# Troféu Premier League Ásia de 2007
O Troféu Premier League Ásia de 2007 foi a terceira edição do torneio disputada nos dias 24 e 27 de Julho de 2007. Todas as partida ocorreram em Hong Kong no Hong Kong Stadium. O Portsmouth sagrou-se campeão.

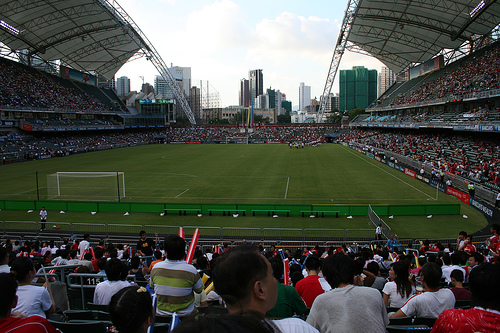
Torcedores no Hong Kong Stadium.

## Resultados
|  | Semifinais                                          | Semifinais                                          |       |                                                     | Final                                               | Final |  |
|  |                                                     |                                                     |       |                                                     |                                                     |       |  |
|  | 24 de Julho de 2007 – Hong Kong (Hong Kong Stadium) |                                                     |       |                                                     |                                                     |       |  |
|  | South China                                         | 1                                                   |       |                                                     |                                                     |       |  |
|  | Liverpool                                           | 3                                                   |       |                                                     |                                                     |       |  |
|  |                                                     |                                                     |       |                                                     |                                                     |       |  |
|  |                                                     |                                                     |       |                                                     | 27 de Julho de 2007 – Hong Kong (Hong Kong Stadium) |       |  |
|  |                                                     |                                                     |       |                                                     | Portsmouth                                          | 0 (4) |  |
|  |                                                     | Liverpool                                           | 0 (2) |                                                     |                                                     |       |  |
|  |                                                     |                                                     |       |                                                     |                                                     |       |  |
|  |                                                     |                                                     |       |                                                     |                                                     |       |  |
|  |                                                     |                                                     |       |                                                     | Terceiro lugar                                      |       |  |
|  | 24 de Julho de 2007 - Hong Kong (Hong Kong Stadium) | 24 de Julho de 2007 - Hong Kong (Hong Kong Stadium) |       | 27 de Julho de 2007 – Hong Kong (Hong Kong Stadium) | 27 de Julho de 2007 – Hong Kong (Hong Kong Stadium) |       |  |
|  | Portsmouth                                          | 1                                                   |       | Fulham                                              | 4                                                   |       |  |
|  | Fulham                                              | 0                                                   |       |                                                     | South China                                         | 1     |  |

## Jogos

### Semi finais
| 24 de Julho de 2007 | Fulham | 0 – 1 | Portsmouth  | Hong Kong Stadium, Hong Kong       |
| 18:00 (UTC+8)       |        |       | Benjani 45' | Público: 36,801 Árbitro: Chris Foy |

| 24 de Julho de 2007 | South China     | 1 – 3 | Liverpool                                 | Hong Kong Stadium, Hong Kong              |
| 20:30 (UTC+8)       | Li Haiqiang 35' |       | Riise 10' · Alonso 28' (pen.) · Agger 74' | Público: 36,801 Árbitro: Mark Clattenburg |

### Disputa do 3º lugar
| 27 de Julho de 2007 | South China | 1 – 4 | Fulham                                             | Hong Kong Stadium, Hong Kong |
| 18:00 (UTC+8)       | Barros 57'  |       | Diop 20' · Bocanegra 47' · Healy 74' · McBride 84' | Público: 39,535              |

### Final
| 27 de Julho de 2007 | Liverpool | 0 – 0 (pro.) | Portsmouth | Hong Kong Stadium, Hong Kong |
| 20:30 (UTC+8)       |           |              |            | Público: 39,535              |

|                              |     | Penalidades                              |  |
| Gerrard Kuyt Benayoun Torres | 2–4 | Utaka Taylor LuaLua Hreidarsson Kranjcar |  |

## Campeão
| Troféu Premier League Ásia de 2007 |
| ---------------------------------- |
| Portsmouth CAMPEÃO                 |

## Artilheiros
| # | Jogador           | Clube       | Gols |
| - | ----------------- | ----------- | ---- |
| 1 | Daniel Agger      | Liverpool   | 1    |
| 1 | Xabi Alonso       | Liverpool   | 1    |
| 1 | Li Haiqiang       | South China | 1    |
| 1 | John Arne Riise   | Liverpool   | 1    |
| 1 | Benjani Mwaruwari | Portsmouth  | 1    |
| 1 | Papa Bouba Diop   | Fulham      | 1    |
| 1 | Carlos Bocanegra  | Fulham      | 1    |
| 1 | Flavio Barros     | South China | 1    |
| 1 | David Healy       | Fulham      | 1    |
| 1 | Brian McBride     | Fulham      | 1    |